# 伊加麻志神社
伊加麻志神社（いかましじんじゃ）は、静岡県伊豆市堀切（ほりぎり）にある神社。

## 概要
伊豆市の北西に位置する堀切地区の北端、葛城山・城山と発端丈山（いわゆる伊豆三山）の狭間、益山（ましやま）の山上にある益山寺（ましやまでら）の境内に鎮座している。
創建は不詳だが、同名の式内社である伊加麻志神社（いかましじんじゃ）に比定され、『伊豆国神階帳』にも「従四位上 高山の明神」と記されている古社である。
江戸時代から明治初期までは三島明神（三島神社）と称した。
明治12年（1879年）に村社に列する。明治19年（1886年）に伊加麻志神社へ改称、大正14年（1925年）に神撰幣帛供進社に指定。

## 祭神
- 事代主命